# سانی‌ساید-تاهوسیتی (کالیفرنیا)
سانی‌ساید-تاهوسیتی (به انگلیسی: Sunnyside–Tahoe City) یک منطقهٔ مسکونی در ایالات متحده آمریکا است که در شهرستان پلاسر، کالیفرنیا واقع شده‌است. سانی‌ساید-تاهوسیتی ۸٫۷۵۵ کیلومتر مربع مساحت و ۱٬۵۵۷ نفر جمعیت دارد و ۲٬۰۷۳٫۸۸ متر بالاتر از سطح دریا واقع شده‌است.